# Óscar Artetxe
Óscar Artetxe Pascual (Éibar, 18 de diciembre de 1966) es un exfutbolista español.

## Biografía
Nació en Éibar en 1966. En 1990 ficha por la SD Eibar tras estar un año en el filial. El Eibar ya en Segunda A sufría todos los años por la permanencia. Trabaja en una empresa de armas a pesar de ser jugador profesional. Combinaba el trabajo en una empresa con los entrenamientos del equipo. Los fines de semana si le tocaba viajar, el lunes no faltaba en su empresa.
Su último partido fue en el Sánchez Pizjuán que jugando lesionado, terminó marcando un gol.
En 2006 fue homenajeado por las peñas de la localidad.

## Trayectoria
- Urki
- Soraluze
- Aurrerá de Ondarroa
- SD Eibar (1990 - 2001)